# دانيال كوري
دانيال كوري (بالإنجليزية: Daniel Cory)‏ هو كاتب أمريكي، ولد في 27 سبتمبر 1904 في نيويورك في الولايات المتحدة، وتوفي في 18 يونيو 1972.